# Most św. Jana Nepomucena w Olsztynie
Most św. Jana Nepomucena w Olsztynie – most w Olsztynie, w ciągu ulicy Prostej, nad rzeką Łyną, na granicy Śródmieścia, Osiedla Grunwaldzkiego i Osiedla Podgrodzia w południowej części Starego Miasta.
Most św. Jana Nepomucena na Łynie jest najstarszym mostem w Olsztynie. Powstał na miejscu Dolnej Bramy, która zawaliła się w 1806 roku. Dawniej stała tu także kapliczka z czerwonej cegły. Potem kapliczkę zastąpiła rzeźba przedstawiająca św. Jana Nepomucena (w 1869 roku). Rzeźbę wykonał Wilhelm Jansen z Kolonii. W 1996 r., wraz z remontem mostu, Towarzystwo Przyjaźni Polsko-Niemieckiej odtworzyło kopię zaginionego pomnika.
Po 1907 roku przez most jeździły tramwaje olsztyńskie linii 1. Do czasu likwidacji tramwajów, czyli do listopada 1965 roku, był tutaj przystanek.